# Archieparquía de Trivandrum
La archieparquía de Trivandrum de los siro-malankaras (en latín: Archieparchia Trivandrensis Syrorum Malankarensium y en inglés: Archeparchy of Trivandrum) es una circunscripción eclesiástica de la Iglesia católica en India. Se trata de una archieparquía siro-malankar, sede metropolitana de la provincia eclesiástica de Trivandrum. Desde el 10 de febrero de 2007 el archieparca mayor es el cardenal Baselios Cleemis (Isaac) Thottunkal.

## Territorio y organización
La archieparquía tiene 4044 km² y extiende su jurisdicción sobre los fieles católicos siro-malankaras (excepto los knanayas) residentes en todo el distrito civil de Thiruvananthapuram y de gran parte del distrito civil de Kollam, ambos en el estado de Kerala.
La sede de la archieparquía se encuentra en la ciudad de Trivandrum (hoy llamada Thiruvananthapuram), en donde se halla la Catedral de Santa María (en el barrio de Pattom) y la Procatedral basílica de Santa María Reina de la Paz (en el barrio de Palayam).
La archieparquía tiene como sufragáneas a las eparquías de: Marthandom, Mavelikara, Parassala, Pathanamthitta y San Efrén de Khadki.
En 2020 en la archieparquía existían 217 parroquias.

## Historia
El 20 de septiembre de 1930 el metropolitano de Bethany Ashram de la Iglesia ortodoxa de Malankara, Geevarghese Ivanios, su obispo sufragáneo Jacob mar Theophilos y los monjes John Kuzhinapurath, Alexander Attupurath y Chacko Kiliyileth, realizaron una profesión de fe católica ante el obispo de Quilón dando origen a la Iglesia católica siro-malankar. En 1932 mar Ivanios hizo una peregrinación a Roma y se reunió con el papa Pío XI, de quien recibió el palio y fue nombrado arzobispo titular de Fasi el 13 de febrero de 1932 cuando un ordinariato para los fieles de rito siro-malankar fue instituido con la bula Magnum Nobis del papa Pío XI. El aumento repentino de los fieles católicos hizo que en pocos meses fuera suprimido el ordinariato.
La archieparquía de Trivandrum fue erigida como metropolitanato sui iuris el 11 de junio de 1932 con la bula Christo pastorum Principi del papa Pío XI, junto con su sufragánea la eparquía de Tiruvalla (hoy archieparquía de Tiruvalla).

I. Suppressis duobus quos supra diximus ordinariatibus in regione Malabarica ad Pampae fluminis septentrionem et meridiem, ex eorum territorio novam ac distinctam ecclesiasticam provinciam pro fidelibus Syromalankarensibus antiocheni ritus erigimus, quae duabus constabit sedibus, archiepiscopali nempe Trivandrensi et episcopali Tiruvallensi.
 II. Trivandrensis. archidioecesis, cuius fines iidem erunt ac dioecesium Quilonensis, de Kottar et dioecesis Coccinensis partis meridionalis fines, districtus Trivandrum, Kottaralcara, Adow, Pathanamthitta, Mavelikara, Kayamlculam et Chengannoor complectetur.
 III. Archiepiscopi Trivandrensis sedem in urbe Trivandrum, a quo archidioecesis ipsa nomen mutuatur, constituimus.
 IV. Archiepiscopalem Ecclesiam Trivandrensem novae huius ecclesiasticae provinciae metropolitanam constituimus; illi propterea, eiusque pro tempore Archiepiscopis omnia concedimus iura et privilegia, honores et praerogativas, quae iure communi et Ecclesiae Syro-Antiochenae legitimis consuetudinibus eisdem competunt; facultatem in primis pro Archiepiscopis pallio intra ecclesiasticae provinciae fines iuxta liturgicas leges utendi, postquam tamen ipsum ab Apostolica Sede in sacro Consistorio postulatum ac obtentum fuerit.

El 16 de diciembre de 1996 cedió una porción de su territorio para la erección de la eparquía de Marthandom mediante la bula Singulares omnino del papa Juan Pablo II.
El 10 de febrero de 2005 la Iglesia católica siro-malankar fue elevada a la dignidad de Iglesia archiepiscopal mayor y contextualmente la archieparquía devino en sede propia del archieparca mayor.
El 2 de enero de 2007 cedió una porción de su territorio para la erección de la eparquía de Mavelikara por el archieparca mayor de Trivandrum Cyril Baselios Malancharuvil.
El 25 de enero de 2010 cedió una porción de su territorio para la erección de la eparquía de Pathanamthitta por el archieparca mayor de Trivandrum, Baselios Cleemis.
El 5 de agosto de 2017 cedió otra porción de su territorio para la erección de la eparquía de Parassala por el archieparca mayor de Trivandrum Baselios Cleemis.

## Estadísticas
Según el Anuario Pontificio 2021 la archieparquía tenía a fines de 2020 un total de 182 500 fieles bautizados.
| Año                                                                             | Población            | Población  | Población      | Sacerdotes | Sacerdotes    | Sacerdotes    | Bautizados por sacerdote | Diáconos permanentes | Religiosos | Religiosos | Parroquias |
| Año                                                                             | Bautizados católicos | Total      | % de católicos | Total      | Clero secular | Clero regular | Bautizados por sacerdote | Diáconos permanentes | Varones    | Mujeres    | Parroquias |
| ------------------------------------------------------------------------------- | -------------------- | ---------- | -------------- | ---------- | ------------- | ------------- | ------------------------ | -------------------- | ---------- | ---------- | ---------- |
| 1950                                                                            | 54 588               | 3 000      | 1.8            | 95         | 73            | 22            | 574                      |                      | 12         | 100        |            |
| 1970                                                                            | 150 452              | 9 012 000  | 1.7            | 178        | 144           | 34            | 845                      |                      | 65         | 353        | 152        |
| 1980                                                                            | 195 830              | ?          | ?              | 193        | 156           | 37            | 1014                     | 8                    | 78         | 501        | 115        |
| 1990                                                                            | 223 622              | 10 754 000 | 2.1            | 211        | 175           | 36            | 1059                     | 7                    | 84         | 641        | 123        |
| 1998                                                                            | 305 000              | 8 350 000  | 3.7            | 230        | 195           | 35            | 1326                     |                      | 50         | 769        | 143        |
| 2002                                                                            | 250 000              | 8 500 000  | 2.9            | 242        | 208           | 34            | 1033                     |                      | 87         | 785        | 175        |
| 2003                                                                            | 260 000              | 8 520 000  | 3.1            | 267        | 211           | 56            | 973                      |                      | 99         | 838        | 176        |
| 2004                                                                            | 265 000              | 8 530 000  | 3.1            | 281        | 224           | 57            | 943                      |                      | 129        | 954        | 186        |
| 2009                                                                            | 252 000              | 6 020 000  | 4.2            | 231        | 189           | 42            | 1090                     |                      | 118        | 617        | 147        |
| 2010                                                                            | 214 400              | 4 869 984  | 4.4            | 240        | 196           | 44            | 893                      |                      | 122        | 567        | 54         |
| 2014                                                                            | 222 400              | 5 086 000  | 4.4            | 183        | 151           | 32            | 1215                     |                      | 106        | 553        | 316        |
| 2017                                                                            | 222 200              | 5 287 000  | 4.2            | 204        | 166           | 38            | 1089                     |                      | 127        | 791        | 317        |
| 2020                                                                            | 182 500              | 3 861 790  | 4.7            | 112        | 112           |               | 1629                     |                      | 87         | 638        | 217        |
| Fuente: Catholic-Hierarchy, que a su vez toma los datos del Anuario Pontificio. |                      |            |                |            |               |               |                          |                      |            |            |            |

## Episcopologio

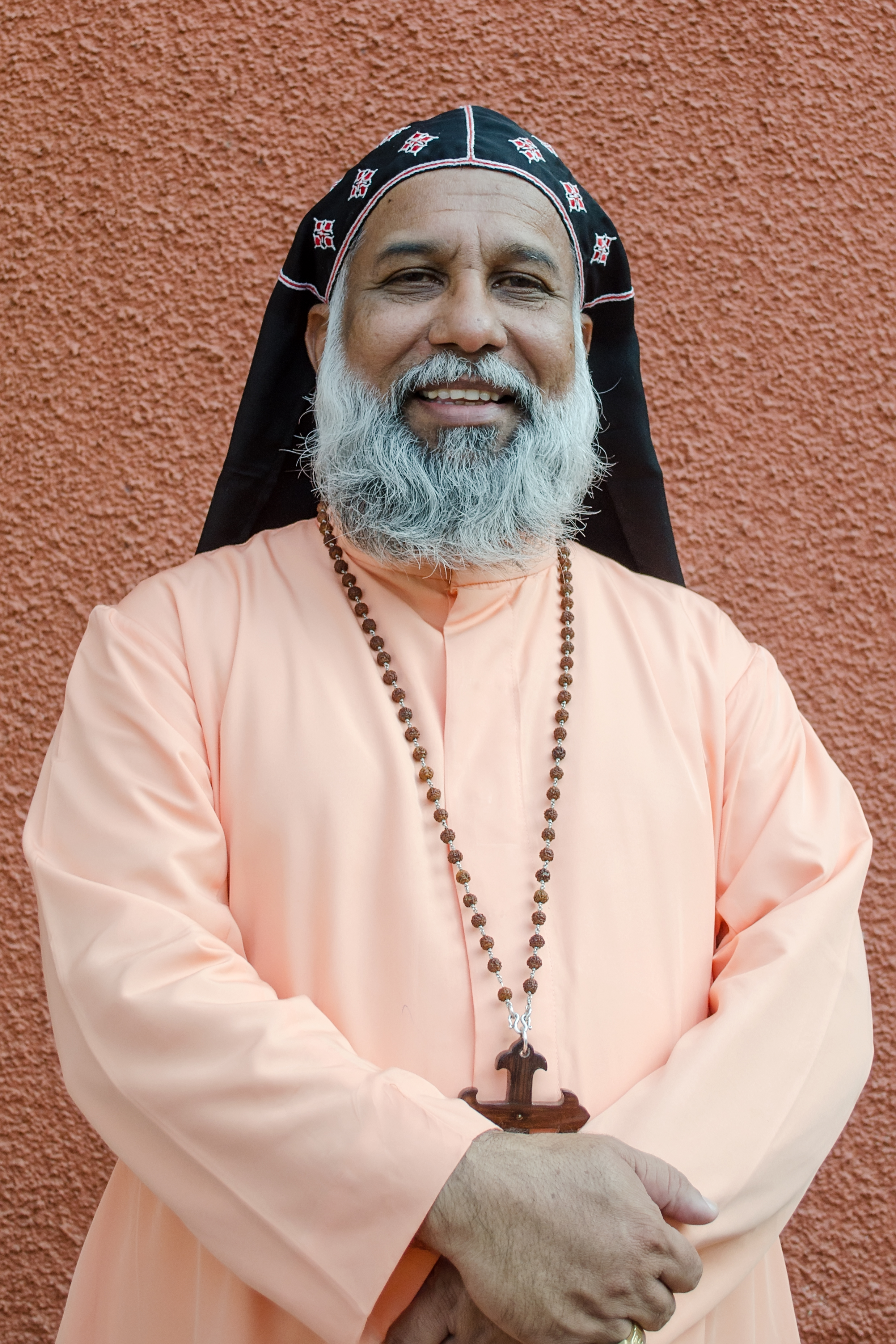
Archieparca mayor Baselios Cleemis

- Ivanios Giorgio Tommaso Panickerveetil[nota 3] † (11 de junio de 1932-15 de julio de 1953 falleció)
- Benedict Varghese Gregorios Thangalathil, O.I.C. † (27 de enero de 1955-10 de octubre de 1994 falleció)
- Cyril Baselios Malancharuvil, O.I.C. † (6 de noviembre de 1995-18 de enero de 2007 falleció)
- Baselios Cleemis (Isaac) Thottunkal, desde el 10 de febrero de 2007